# Савін Артем Сергійович
Артем Сергійович Савін (* 20 січня 1981, Луганськ) — український футболіст, захисник маріуполького Іллічівця.

## Біографія
Професійну кар'єру розпочав у клубі «Авангард» (Ровеньки), за який дебютував 3 травня 1998 року в матчі проти ужгородського «Закарпаття» (0:0). 

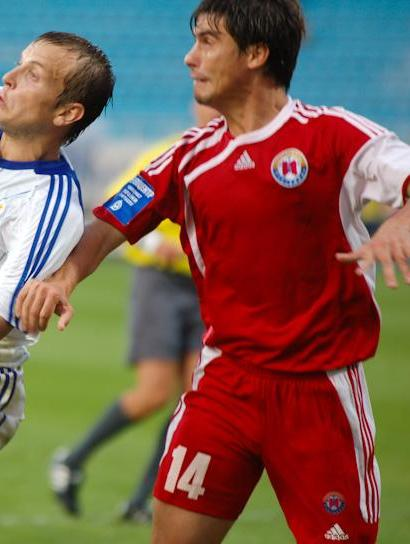
Артем Савін під час виступів за «Іллічівець». 8 серпня 2009 року

2000 року перейшов в донецький «Шахтар», але виступав лише за «Шахтар-3», «Шахтар-2», а також дубль. У сезоні 2003/04 виступав на правах оренди в донецькому «Металурзі» та маріупольському «Іллічівці». На початку сезону 2004/05 виступав за «Олександрію» на правах оренди.
Влітку 2006 року перейшов в криворізький «Кривбас», але вже на початку 2007 року перебрався в луганську «Зорю». 
Влітку 2008 року підписав контракт з маріупольським «Іллічівцем», в якому швидко став основним гравцем і три сезони стабільно грав у основі. Проте з початку сезону 2011/12 Савін втратив місце у команді і за півроку лише шість разів вийшов на поле в матчах чемпіонату, тому вже на початку 2012 року його було відправлено в другу команду, де він зіграв кілька матчів до завершення сезону.
Влітку 2012 року перейшов в першоліговий донецький «Олімпік». У команді взяв 19 номер.